# بانسکا بیستریتسا
بانسکا بیستریتسا (به آلمانی: Neusohl) یک شهر با جمعیت ۷۸٬۳۲۷ نفر که در منطقه بانسکا بیستریتسا، اسلواکی واقع شده‌است.